# IA-64
IA-64, Intel Architecture-64 – model programowy (architektura) mikroprocesorów, opracowane przez firmę Intel we współpracy z Hewlett-Packard dla serwerów oraz systemów HPC (ang. High Performance Computing). Oprócz 64-bitowego kodu procesor ma możliwość wykonywania kodu 32-bitowego (możliwość ta zostanie w niedługim czasie usunięta z architektury).
IA-64 wprowadził nową kategorię architektury procesorowej pod nazwą EPIC (ang. Explicitly Parallel Instruction Computing).
Cechy modelu IA-64 to:
- EPIC,
- duża liczba (łącznie około 500) rejestrów procesora, dzięki czemu wiele operacji może być wykonywane znacznie szybciej,
- typy rejestrów (np. rejestry całkowite i rejestry zmiennoprzecinkowe),
- prognozowanie (wykonanie warunkowe) niemal wszystkich instrukcji.

Model programowy IA-64 jest wykorzystywany przez procesory Itanium oraz Itanium 2.